# Branislav Ratkovica
Branislav Ratkovica (in serbo Бранислав Рaтковицa?; Gradačac, 27 luglio 1985) è un ex cestista e allenatore di pallacanestro serbo.

## Palmarès
- Campionato bulgaro: 1

Academic Sofia: 2015-16